# 扁枝守宫木
扁枝守宫木（学名：Sauropus quadrangularis var. compressus）为大戟科守宫木属下的一个变种。